# Голынка (Могилёвская область)
Голы́нка (бел. Галы́нка) — деревня в составе Свислочского сельсовета Осиповичского района Могилёвской области Белоруссии.

## Этимология
Данное имя собственное является названием-термином, образованным от основы «голынь» («голынка», «голынец») со значением «пустырь», «необлесенное место» (иногда выжженное).

## Географическое положение
Голынка расположена в 45 км на восток от Осиповичей, в 15 км от ж/д станции Мирадино и в 105 км от Могилёва. Связи осуществляются по автодороге Свислочь — Сычково. На северо-восток от деревни, граничащей с лесом на западе, находится река Березина.
Планировку составляет плавно изогнутый вдоль правого берега Березины участок автодороги, преимущественно имеется деревянная усадебная застройка.

## История
Данная местность была заселена ещё в глубокой древности, о чём свидетельствует курганный могильник, находящийся на расстоянии в 1 км на север от деревни. Он включает в себя 10 насыпей диаметром 6—12 м, высотой 0,5—2,2 м. Могильник был обследован в 1955 году Л. Д. Поболем, а в 1978 году — А. Г. Митрофанов; раскопки при этом не производились.
Согласно же письменным источникам, деревня известна лишь с XIX века. В 1802 году деревня с построенной в ней деревянной церковью упоминалась как владение помещика в Бобруйском уезде Минской губернии. В 1847 году Голынка упоминалась уже как деревня в составе имения Дуриничи с 9 дворами и 33 жителями. В 1863 году была построена из дерева новая Покровская церковь. По переписи 1897 года в деревне числились 28 дворов и 191 житель. Казённая винная лавка была открыта в деревне в начале XX века. С февраля по ноябрь 1918 года Голынка была оккупирована германскими войсками, с августа 1919 по июль 1920 года — польскими. В 1931 году был основан здесь колхоз «Рассвет».
Во время Великой Отечественной войны Голынка была оккупирована немецко-фашистскими войсками с конца июня 1941 года по 29 июня 1944 года; на фронте и при партизанской деятельности погиб 31 житель. На данный момент имеются клуб и магазин, рядом находится база отдыха Бобруйского гидролизного завода.
В 1906 году в Голынке была открыта школа, в которой в 1925 году проходили обучение 68 учеников обоего пола.

## Население
- 1847 год — 33 человека, 9 дворов[1]
- 1897 год — 191 человек, 28 дворов[1]
- 1907 год — 252 человека, 26 дворов[1]
- 1917 год — 28 дворов[1]
- 1959 год — 165 человек[1]
- 1970 год — 154 человека[1]
- 1986 год — 83 человека, 44 хозяйства[1]
- 2002 год — 44 человека, 24 хозяйства[1]
- 2007 год — 34 человека, 21 хозяйство[1]

## Комментарии
1. ↑  Название и ударение даны по: Назвы населеных пунктаў Рэспублікі Беларусь: Магілёўская вобласць: нарматыўны даведнік / І. А. Гапоненка і інш.; пад рэд. В. П. Лемцюговай. — Минск: Тэхналогія, 2007. — С. 67. — 406 с. — ISBN 978-985-458-159-0..